# Abbeylara
Abbeylara (in irlandese: Mainistir Leathrátha che significa "abbazia del piccolo topo") è un villaggio nella parte orientale della contea di Longford, in Irlanda a circa 3 km da Granard sulla strada regionale R396.

## Storia
Il suo nome deriva da un monastero, l'abbazia di Lerha, fondata nel 1205 da Risteárd de Tiúit, un nobile normanno (Hiberno-Norman), per i monaci cistercensi in onore della Vergine Maria.

Il monastero è stato chiuso nel 1539; le sue rovine sono la prima cosa che si vede avvicinandosi al villaggio.

## Pesca
La vicinanza dei laghi (in antico irlandese: lough) Lough Kinale e Lough Derragh, popolati da trote, tinche, abramidi e lucci, ne fa una meta per i pescatori e ogni anno vengono organizzate delle gare di pesca.
Sia i laghi che il fiume Inny, che li alimenta, sono navigabili con piccole imbarcazioni.

## Scuole
Nel 1967 le scuole sono state accentrate nella nuova scuola di San Bernardo, vicino alla chiesa del villaggio.